# 马彪
马彪（1885年—1948年）是中華民國国民革命军馬家軍的軍官，在青海马步芳的手下任职。 他是马步芳家族的一员，马彪是马海清的長子，而馬海清是马步芳的祖父馬海晏的六弟。 

## 生平

### 义和团运动
馬彪年輕時加入甘军 ，在馬海晏的带领下，馬彪在北京之战中與义和团一起与外国人作战，并在慈禧太后和光緒帝撤离至西安时協助守卫。 

### 青藏战争
他在青藏战争中表現優異。马步芳派他前往玉树一家寺廟发起一次针对藏军的軍事行動。这引发了青藏战争。   1931年，马彪擔任玉树防守司令。  他也是第二旅旅長。第一旅旅長是馬勛。   1932年3月24日至26日，马彪抗击入侵小苏莽的藏人。入侵的藏军數量远远超过马彪的軍隊。   青海当地藏傳佛教部落首领也選擇與青海政府一起抵抗藏人。 
後來青海的藏傳佛教部落首领與他的軍隊撤退到马彪统治下的玉树县結古鎮，並向南京國民政府要求提供无线电报、金钱、弹药和步枪等物資和財政援助。 
南京國民政府向他們提供无线电报以解决通讯问题，並指派马勛帶著醫生和醫藥前去支援青海藏人。 
马彪在玉樹結古鎮與3,000人的藏軍又僵持了两个多月。尽管藏人人数遠遠超過青海方面的士兵，由于藏人对战争的准备不足，在战斗中藏軍丧生的人数比青海的军队還要多。马彪多次抵擋住藏人的進攻。隨後又有更多的軍隊前來協助马彪。1932年8月20日，援軍擊敗藏軍解除了藏軍對馬彪等人的圍困。在當晚藏軍又遭到马彪和馬勛的攻擊。 藏軍遭受重大人员伤亡，并被迫撤退。 
在之前的對峙期間，藏軍抢劫寺廟并摧毁玉树的村庄，强奸了尼姑和青海藏人。而戰敗投降以及逃亡被抓的藏軍则被马彪的軍隊立即处决。 
由于馬彪对先前交戰的藏軍感到非常厭惡，马彪下令對藏傳佛教的寺廟、經典和雕像進行销毁。马彪還從另一部分曾協助藏軍入侵的游牧民手中夺走了价值数千银元的物品，以作为对他们协助藏军入侵的報復。8月24日至27日，藏人和青海军队在大苏莽又发生了大规模的衝突。青海军在战斗中杀死了200名藏人士兵。 9月2日，藏軍從大苏莽撤退。 
马步芳的馬家軍與西康军阀刘文辉达成协议，劉答應在西康進攻藏人。西康与青海对藏军的联合进攻导致藏人从金沙江一帶撤退。马步芳還允许西康军官向马步芳的青海馬家軍下達命令。 
在擊敗藏軍後马步芳的馬家軍声誉得到了提到。 
马彪的地位也因他在战争中的成功而上升，后来在1937年与日本人的战斗又使他聲譽日隆。 

### 第二次中日战争
马彪後來參與了针对共产党的圍剿运动。 
他也参加了中国抗日战争，當時他的軍銜是中将 。  七七事变後，马步芳立即派出由回族将军馬祿领导的骑兵师和马彪领导的另一个骑兵师前往中華民國東部与日本人作战。  
1939年，馬彪的抗戰舉動獲得輿論認可。  馬彪曾表示“恨不得馬踏倭鬼，給我已死先烈雪仇，與後輩爭光”    。        
马彪在淮阳战役中曾擊敗日本人。 
马步芳的军队在河南省与日军进行了慘烈的战斗，并与和日军结盟的白莲教徒作战。 当他们击败日本人後，剩餘日軍被這支回族部隊屠殺殆盡，只有几名日軍戰俘作為戰利品帶回青海。 1940年9月，当日本人对青海回族军队发动攻势时，回族對日軍伏击并對日軍造成慘重傷亡，日軍被迫撤退。 日本人甚至來不及帶走戰死的日軍尸體，只能从尸体的四肢上砍下一条手臂，火化后运回日本。   馬彪的軍隊被日本人称为马胡子军或马回子军。   
後來马彪被迫退役，极不情愿地离开战场。  1942年夏，马彪的亲戚马步康接任馬彪的骑兵第8师师长職務，繼續与日本人展开战斗。 
1948年，马彪在西宁市的一场车祸中去世，享年63岁。 

## 延伸阅读
[在维基数据编辑]